# دهستان روهنو
دهستان روهنو (به لاتین: Ruhnu Parish) یک دهستان در استونی است که در شهرستان ساره واقع شده‌است. دهستان روهنو ۱۱٫۹ کیلومتر مربع مساحت و ۱۴۱ نفر جمعیت دارد.

## نگارخانه

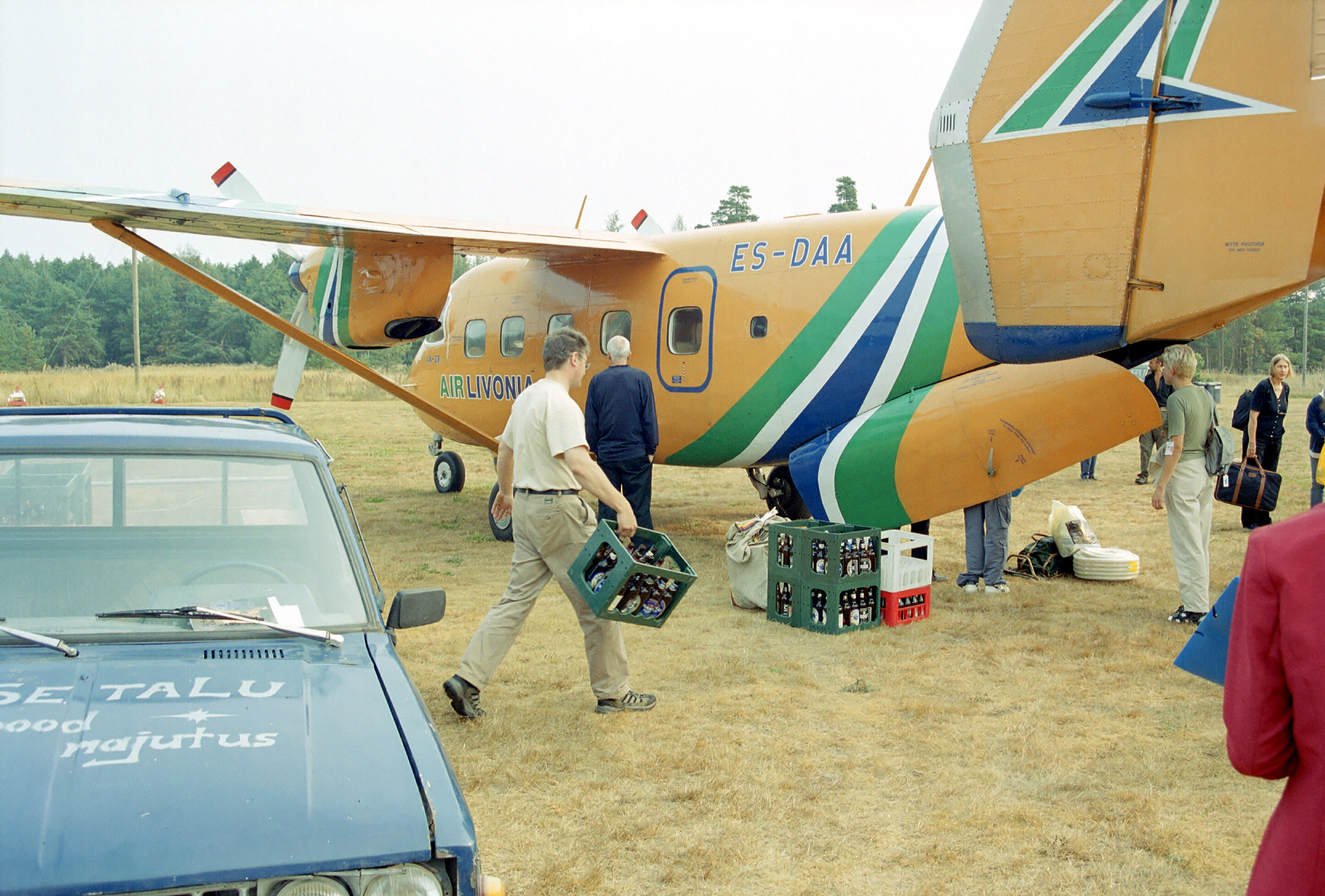
Ruhnu Airfield
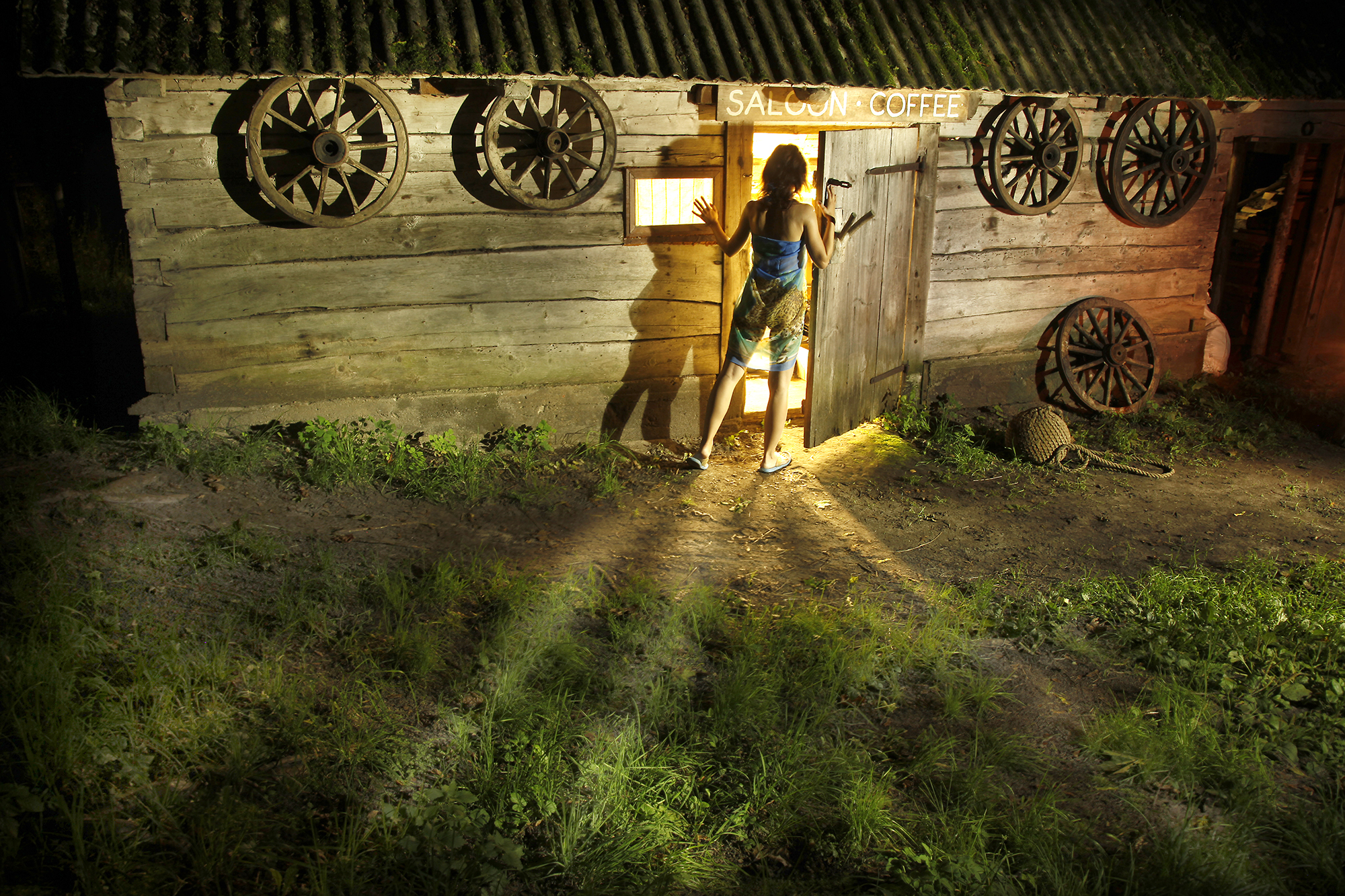
"Saloon Coffee"
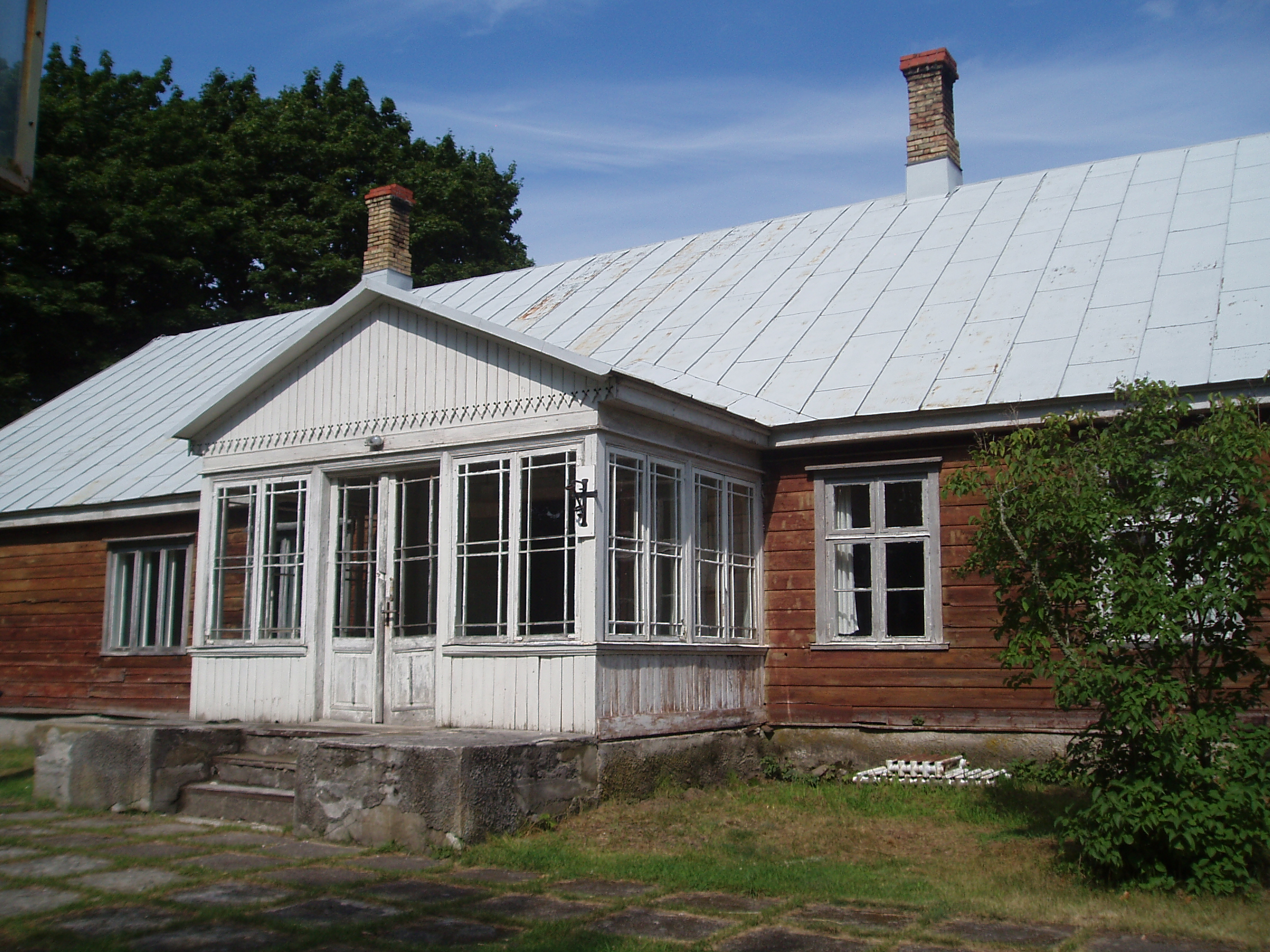
Ruhnu school
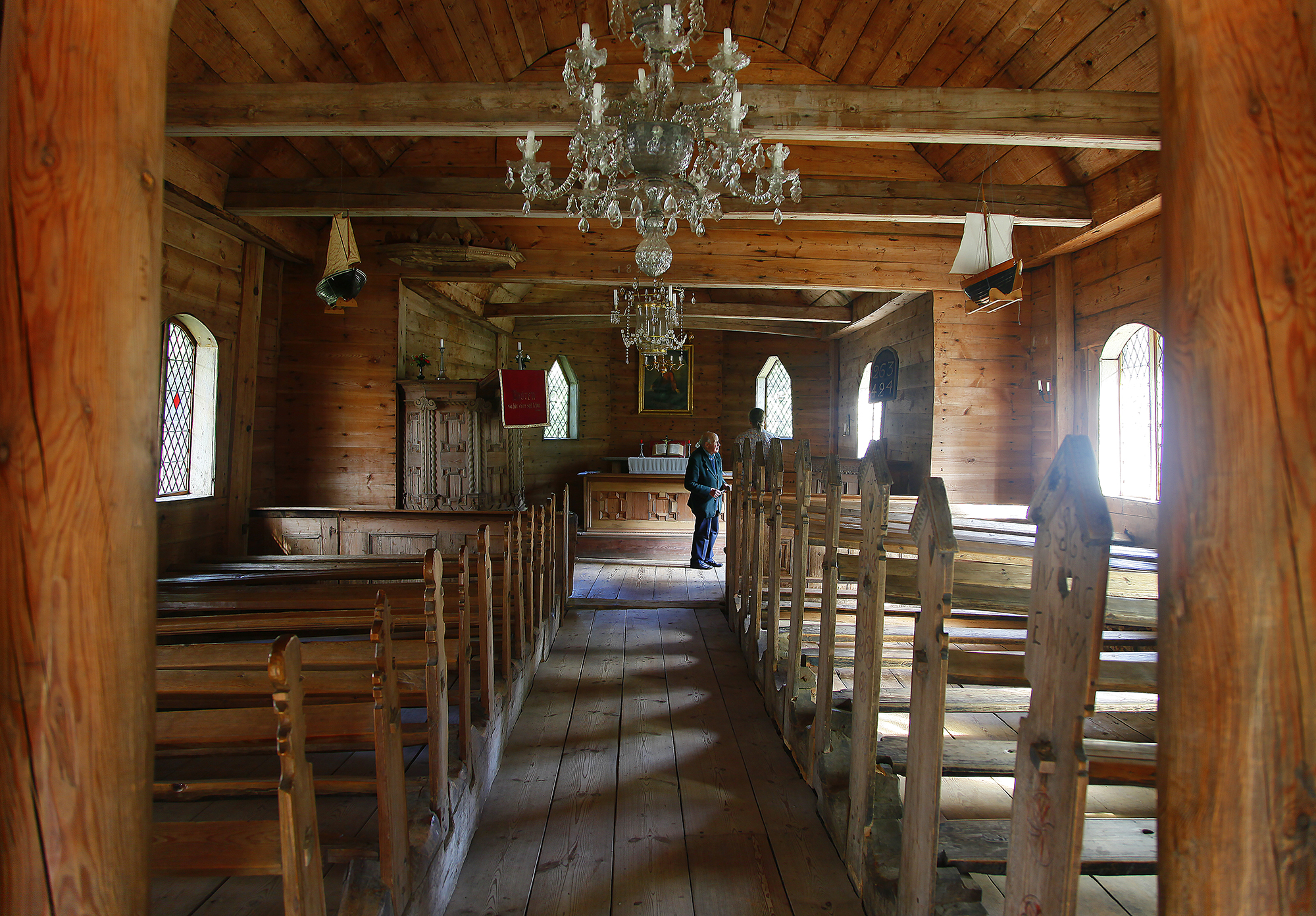
The old church